# 凱斯特聖艾德蒙
凱斯特聖艾德蒙（Caistor St Edmund），或譯凯斯托圣埃德蒙，是位於英國諾福克郡塔斯河河畔的一個村莊，2011年人口普查時有289位居民。此地保留有羅馬不列顛時代的集鎮及爱西尼人首都“Venta Icenorum”遺址，地名本身在安敦尼行记上有載。

## 外部連接
- Venta Icenorum（页面存档备份，存于） at Roman-Britain.org（页面存档备份，存于）
- Defra walk around the site（页面存档备份，存于）
- Norfolk Archaeological Trust（页面存档备份，存于）
- South Norfolk Council（页面存档备份，存于）
- Caistor St Edmund Parish Council
- 网上游览